# 大道寺知世
大道寺知世是日本漫畫團隊CLAMP創作的魔法少女題材漫畫作品《庫洛魔法使》中的重要配角，她是主角木之本櫻的好姊妹、同學及遠親。擅長服裝設計，當木之本櫻在與她的對手作戰時，通常會身穿大道寺知世為她設計的服裝，且大道寺知世會拿手持式攝影機拍下木之本櫻在戰鬥時的身姿，但大道寺知世並不參與戰鬥。大道寺知世對木之本櫻有著朋友以上的感情。
在改編電視動畫中，大道寺知世的日本配音員是岩男潤子，香港配音員是沈小蘭（Clear咭篇改爲曾秀清），台灣配音員為方雪莉、魏晶琦與雷碧文。

## 劇中表現
大道寺知世是故事主角木之本櫻的好姊妹、同學及遠親，她的母親大道寺（天宮）園美和木之本櫻的母親木之本（天宮）撫子是堂姊妹。大道寺知世具有優秀的服裝設計能力，經常為木之本櫻設計服裝，當木之本櫻在與她的對手─劇中一種具有魔力的咭片「古羅咭」─對抗時，通常會穿著她製作的戰鬥服，而大道寺知世經常緊跟在旁，拍下木之本櫻在戰鬥時的姿態。
除了服裝設計，大道寺知世也擅長歌唱，她擁有清亮的歌聲，是友枝小學和中學合唱團的女高音和獨唱，曾在運動會擔任司儀和舞台劇的旁白，而她的歌聲有時也會成為古羅咭的目標。

## 商品
有一些以知世為主角的商品已被公開發售。知世的人形玩具由MAX FACTORY製作，Good Smile Company銷售。
2013年時，為紀念《庫洛魔法使》滿15週年，推出了專輯《やさしさの種子》，收錄了由知世的配音員岩男潤子在劇中演唱的三首歌曲〈やさしさの種子〉、〈友へ〉和〈夜の歌〉，三首歌曲皆有「知世版本」和她本人演唱的版本。專輯插圖由影像作家古賀學設計、CLAMP負責繪製。

## 迴響

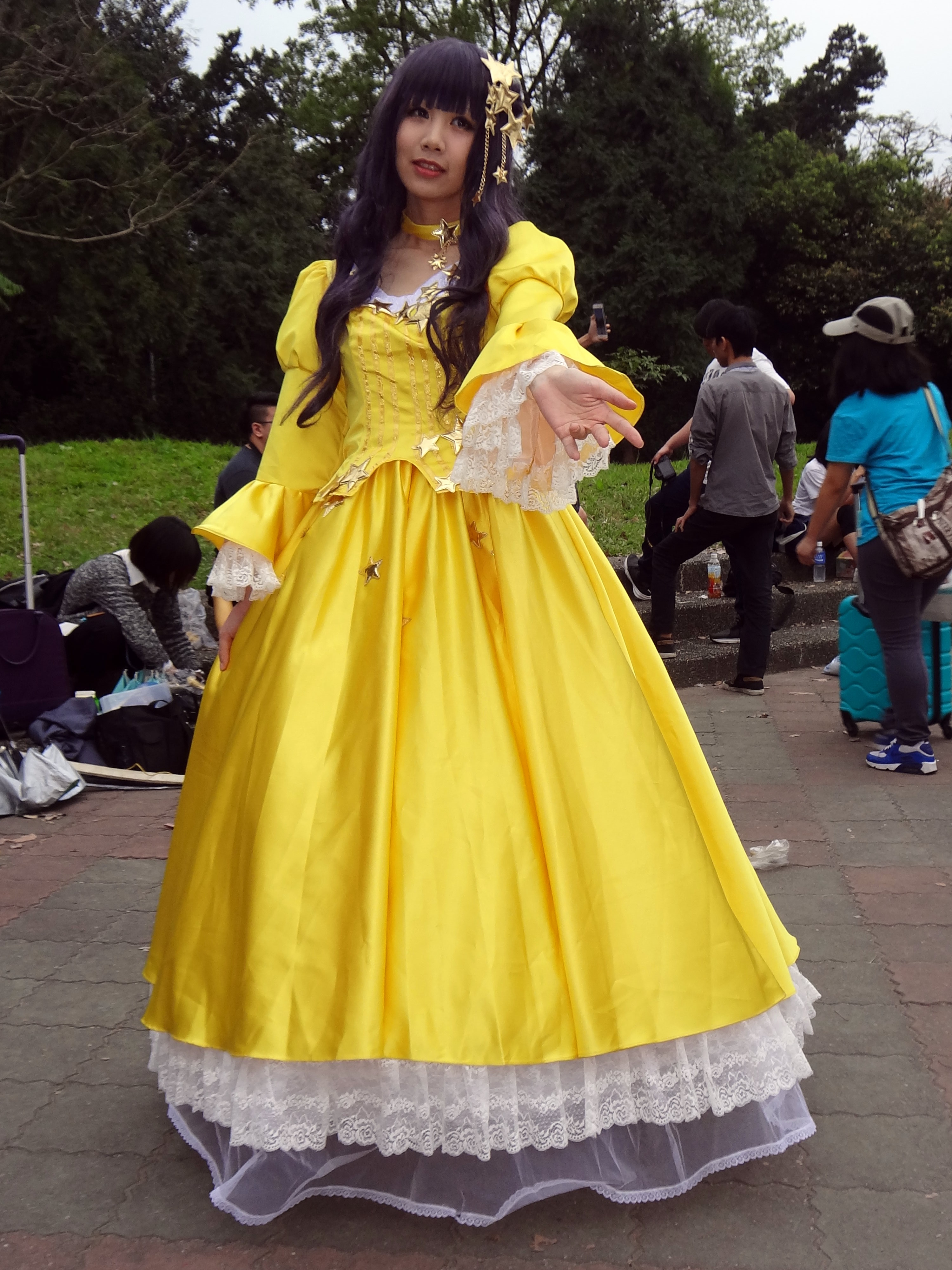
大道寺知世的角色扮演

大道寺知世在2002年動畫最萌大會中進入四強。